# Гордон, Джордж Дункан, 5-й герцог Гордон
Джордж Дункан Гордон, 5-й герцог Гордон (англ. George Gordon, 5th Duke of Gordon; 2 февраля 1770 — 28 мая 1836) — британский шотландский аристократ, полный генерал (1819) и парламентарий, последний представитель рода Гордон. С 1770 по 1827 год носил титул учтивости  маркиз Хантли. 
В ходе революционных и наполеоновских войн последовательно стоял во главе двух пехотных шотландских (хайлендерских) полков: «Горцев Гордона» (1796—1806) и «Чёрной стражи» (1806—1820). 

## Биография

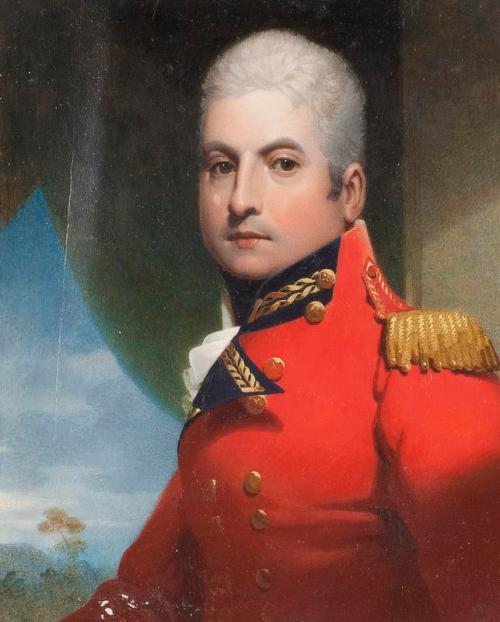
Джордж Дункан Гордон, маркиз Хантли, полковник 42-го пехотного полка «Чёрная стража», 1806 год

Родился 2 февраля 1770 года в Эдинбурге. Был старшим сыном Александра Гордона, 4-го герцога Гордона (1743—1827) и его жены, герцогини Джейн Гордон (1748/1749 — 1812), урождённой леди Максвелл. Получил образование в Итонском колледже. 
В ходе французских революционных войн, в 1793—1794 годах, в составе армии герцога Йоркского воевал с французами во Фландрии (сражения при Сен-Амане, Фамаре, Лунуа, Дюнкерке, осада Валансьена). 
После того, как кампания во Фландрии для англичан закончилась полным провалом, вернулся в Шотландию и сформировал полк хайлендеров из молодых зависимых крестьян в своих поместьях, причём в этом ему активно помогали его отец и мать. Возглавив полк, сформированный таким образом (будущих знаменитых «гордонских горцев»), герцог отправился с ним в Гибралтар, а затем (уже без полка, как частный пассажир) отплыл из Ла-Коруньи обратно в Англию. В сентябре 1795 года корабль, на котором плыл маркиз Хантли, был захвачен французскими каперами. Маркиз был ограблен и посажен на борт шведского судна, которое доставило его в Фалмут. 
После этого вернулся к своему полку и служил с ним на Корсике, где в то время было неспокойно. В 1796 году получил чин полковника. В 1798 году вернулся с полком в Великобританию. В том же году во главе полка участвовал в подавлении Ирландского восстания. За эти заслуги был произведён в бригадиры. 
Участвовал в двух неудачных высадках англичан в занятой французами Голландии. В первой, совместной с русскими войсками, в 1799 году, был ранен. Во второй, также известной, как высадка на Вальхерен (1809), командовал дивизией, и тоже не достиг никаких успехов. 
Ещё в 1801 году был повышен до генерал-майора, а в 1809 году до генерал-лейтенанта. 
11 декабря 1813 года женился в Бате на дворянке Элизабет Броди (1794—1864), которая была на двадцать четыре года моложе его. Брак остался бездетным.
Был видным масоном и великим магистром Великой ложи Шотландии с 1792 по 1794 год. Член парламента от округа Ай с 1806 по 1807 год. 11 апреля 1807 года, в возрасте 37 лет, стал членом Палаты лордов, как носитель одного из второстепенных пэрств своего отца (барон Гордон из Хантли, графство Глостершир). 
Тайный советник (1830), Хранитель Большой печати Шотландии (1828—1830; до 1827 года ту же должность занимал его отец), комендант Эдинбургского замка (1827—1836). В разные годы занимал и многие другие почётные должности: лорда-лейтенанта Абердиншира, канцлера Маришальского колледжа в Абердине и Лорда—Верховного констебля Шотландии (во время коронации короля Великобритании Георга IV в 1820 году).
. 

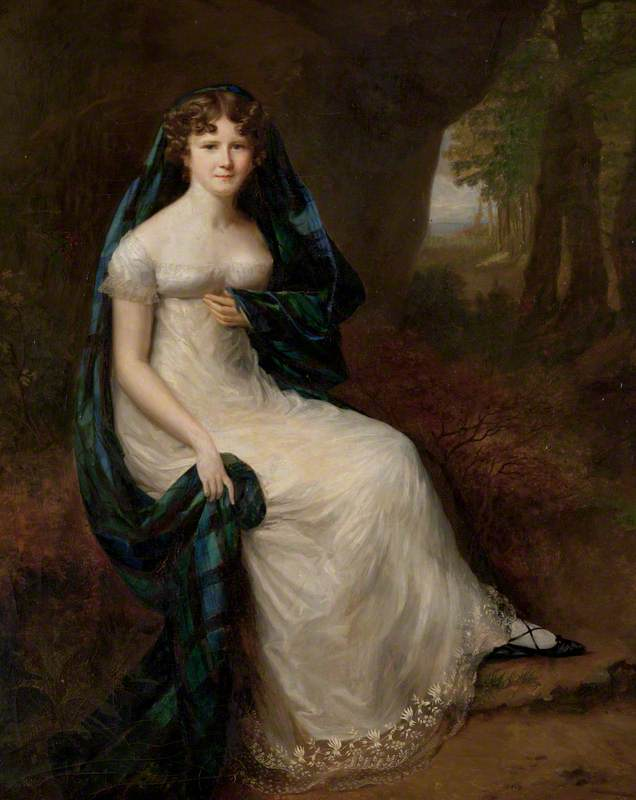
Элизабет Броди (1794—1864), супруга 5-го герцога Гордона

Несмотря на всё это, большую часть жизни Гордон не был состоятельным человеком, так как вплоть до 1827 года всё семейное состояние продолжало принадлежать его отцу. О нём говорили, как о «лорде Хантли, последнем отпрыске рода Гордон, ныне пребывающем на закате своей бурной жизни, обременённом долгами, пресыщенном удовольствиями, уставшем от веяний моды». Ко времени смерти отца приобрёл репутацию не только вечного должника и расточителя, но и крайнего реакционера. Был одним из 22 пэров, которые до последнего возражали против Избирательной реформы 1832 года. В то же время, американский журналист, современник Гордона, Натаниэль Паркер Уиллис, описал его куда более благосклонно: «любезный седовласый джентльмен с благородным лицом, исключительно сердечным обращением, с красной орденской лентой на груди, окружённый слугами, в столовой, сверкающей золотыми блюдами».

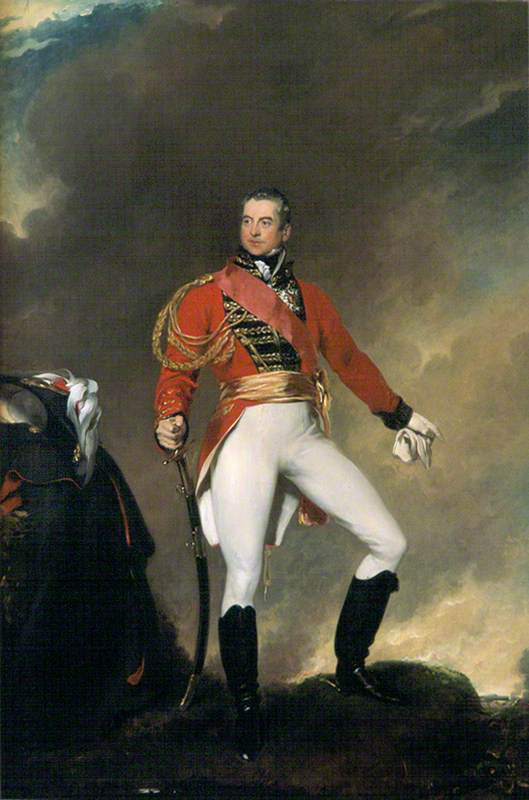
Портрет Джорджа Гордона, 5-го герцога Гордона, автор — Томас Лоуренс

Скончался в своём доме в Белгравии в Лондоне в 1836 году в возрасте 66 лет. Герцогство Гордон после этого исчезло, но маркизат Хантли (созданный в 1599 году) перешёл к его дальнему родственнику, графу Эбойну, а все поместья унаследовал племянник, Чарльз Гордону-Леннокс, 5-му герцог Ричмонд. Движимое имущество герцога Гордона осталось собственностью овдовевшей герцогини.
У герцога было трое незаконнорождённых детей: Адмирал Чарльз Гордон (1798—1878), Сьюзен Гордон (1805—1880) и Джорджиана Маккрей (1804—1890).

## Титулы
- 5-й герцог Гордон (с 17 июня 1827)
- 2-й барон Гордон из Хантли, Глостершир (с 11 апреля 1807)
- 5-й лорд Баденох, Лохабер, Стратейвон, Балморе, Охиндун и Кинкардин (с 17 июня 1827)
- 8-й маркиз Хантли (с 17 июня 1827)
- 5-й маркиз Хантли (с 17 июня 1827)
- 5-й граф Хантли и Энзи (с 17 июня 1827)
- 5-й виконт Инвернесс (с 17 июня 1827)
- 8-й граф Энзи (с 17 июня 1827)
- 13-й лорд Мордаунт (с 17 июня 1827)
- 2-й граф Норвич (с 17 июня 1827)
- 8-й лорд Гордон из Баденоха (с 17 июня 1827)
- 13-й граф Хантли (с 17 июня 1827).